# Верзерешть
Верзерешть (рум. Vărzărești) — село у Ніспоренському районі Молдови. Адміністративний центр однойменної комуни, до складу якої також входить село Шендрень.

## Населення
За даними перепису населення 2004 року у селі проживали 4916 осіб.
Національний склад населення села:
| Національність       | Кількість осіб | Відсоток   |
| -------------------- | -------------- | ---------- |
| молдавани румуни     | 4682 174       | 95,2% 3,5% |
| росіяни              | 24             | 0,5%       |
| українці             | 11             | 0,2%       |
| цигани               | 11             | 0,2%       |
| гагаузи              | 4              | 0,1%       |
| болгари              | 2              | < 0,1%     |
| інша / без відповіді | 8              | 0,2%       |
| Всього               | 4916           | 100%       |